# Pirații din Caraibe: La capătul lumii

Pirații din Caraibe: La capătul lumii este un de capă și spadă fantastic de aventuri din 2007. Este cel de-al treilea film din seria Pirații din Caraibe.
Filmul a fost lansat în țările vorbitoare de limba engleză, pe 25 mai 2007 după ce Disney a decis să reprogrameze data de lansare cu o zi mai devreme decât se planificase inițial. A primit critici mixte, dar a fost cel mai de succes film al anului 2007, având încasări de aproximativ $ 960 milioane în întreaga lume, fiind și al doilea film din serie ca încasări după Dead Man's Chest.

## Acțiunea
Filmul debutează cu inima lui Davy Jones, acum în posesia lui Beckett și cu cei noua lorzi pirați ai Consiliului Fraților, care sunt convocați să se adune în Golful Epavei pentru a combate dubla amenințare reprezentată de Beckett și Jones. Deși a fost dus în Lumea lui Davy Jones la sfârșitul celui de al doilea film, Jack Sparrow, care este Lordul Pirat al Mării Caraibilor, trebuie să fie prezent la întâlnire, deoarece nu a reușit să lase moștenire piesa de opt - un obiect de identificare a piraților lorzi - unui succesor. Cele nouă piese de opt o pot elibera pe zeița Calypso. Barbossa, reînviat, conduce echipajul lui Sparrow în Lumea lui Davy Jones folosind hărțile navigaționale al Piratului Lord singaporean Sao Feng (Cho Yun-Fat). Acolo, Jack are halucinații cu un întreg echipaj având ca membrii pe el însuși, fiecare reprezentând un aspect a personalității sale. După ce Barbossa și echipajul îl găsesc, Sparrow descifrează un indiciu pe hartă care arăta că trebuie să aducă Perla Neagră cu susul în jos pentru a ieși din Lumea lui Davy Jones; la apusul soarelui, corabia ajunge exact la timp în lumea celor vii. Jack Sparrow și Hector Barbossa se îndreaptă spre Golful Epavei, unde o găsesc pe Elizabeth, care fusese dată la schimb lui Sao Feng, acum Lord Pirat desemnată de către acesta înainte să moară. La Consiliul Fraților este aleasă Rege Pirat, după ce Sparrow sparge bariera (ceilalți lorzi pirați s-au votat întotdeaune pe ei însiși). În timpul negocierilor, Jack este dat în schimbul lui Will, care fusese capturat de Jones și Beckett. Perla Neagră și Olandezul Zburător se confruntă într-o ultimă bătălie în timpul unui vârtej creat de Calypso. Sparrow fură inima lui Davy Jones, dar când Jones îl rănește mortal pe Will, Sparrow mai degrabă îl ajută pe Will să înjunghie inima, omorându-l în sfârșit pe Jones și desemnându-l pe Will noul căpitan al Olandezului Zburător. Împreună, Perla Neagră și Olandezul Zburător distrug corabia lui Beckett, Strădania. La sfărșitul filmului, Barbossa i-a din nou comanda asupra Perlei Negre și a hărților lui Feng, lăsându-l Jack în Tortuga. Din fericire, Jack decupase deja centrul hărții, și ridicând pânzele într-o șalupă, pornește, ajutându-se de hartă si de busolă, într-o nouă aventură către Fântâna Vieții.

## Vezi și
- Lista celor mai costisitoare filme